# 인간과 로봇 상호 작용

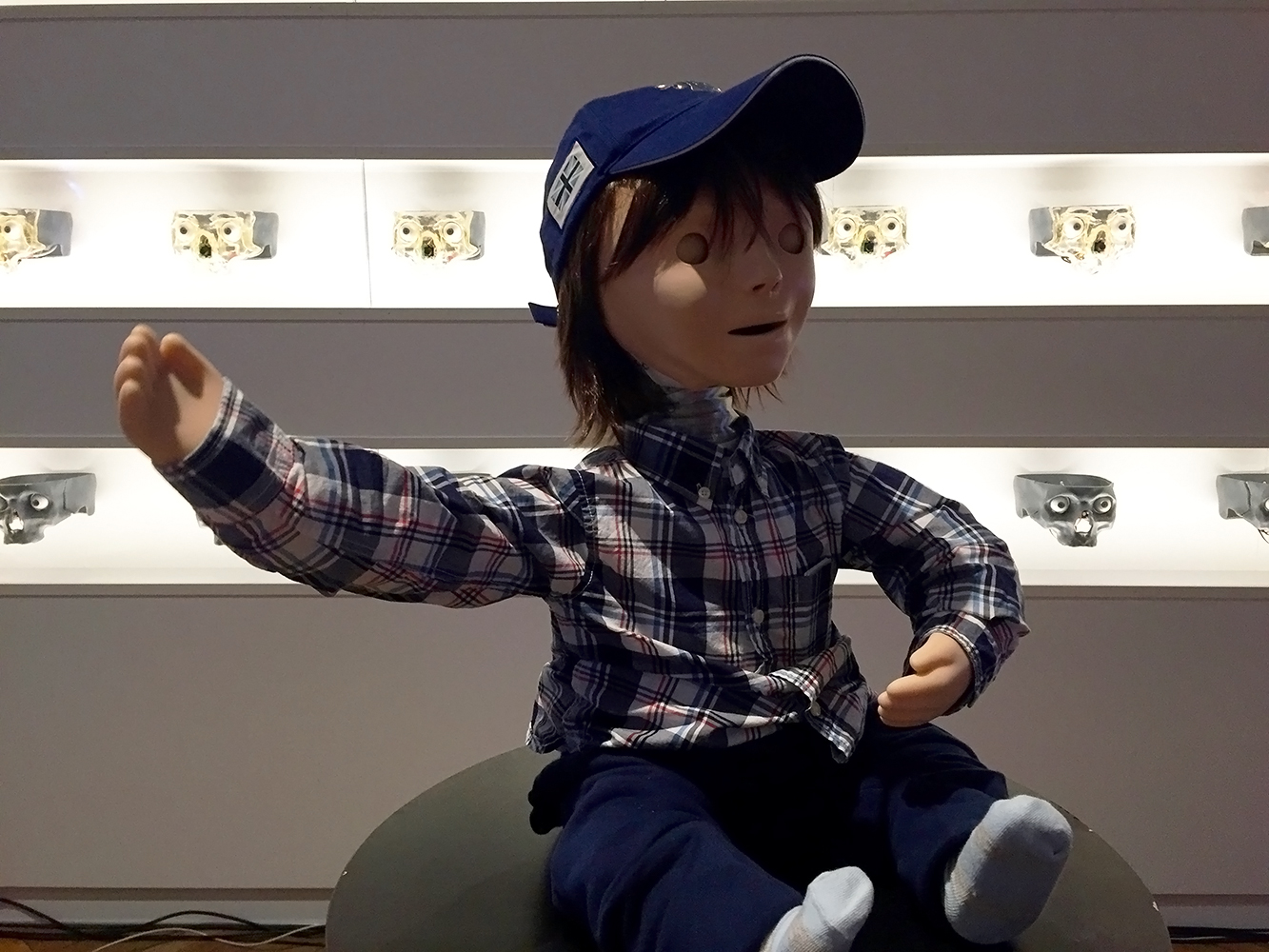

인간과 로봇 상호 작용(Human-Robot Interaction, HRI)란 로봇과 인간의 상호작용을 연구하는 학문이다.
여러 학문의 융합학문으로 그 결과를 얻는 학문으로써 기본적으로 인간과 컴퓨터 상호작용 (HCI), 컴퓨터과학, 인류학, 심리학을 기반으로 발전된 학문이다.
로봇과 인간의 상호작용을 연구하는 최신 첨단 로봇 기술이다.
인간이 로봇에 접근하면 로봇이 사람의 의도를 추정하여 서로 상호작용하면서 재미와 친밀감을 느낄 수 있는 융합기술로 인간과 컴퓨터 상호작용(HCI). 햅틱(Haptic), 인공지능, Device 지능화로 발전되고 있으며, 사람과 로봇이 더불어 살아가는 "1인 1로봇시대"의 핵심기술이다.